# مهرجان سكة للفنون والتصميم
يقام مهرجان سكة للفنون سنوياً من قبل هيئة الثقافة والفنون في دبي تحت مظلة موسم دبي الفني وتحت رعاية الشيخة لطيفة بنت محمد بن راشد آل مكتوم، رئيسة هيئة الثقافة والفنون في دبي. وبدأ المهرجان في عام 2011 كمعرض فني تكليفي لعرض أعمال الفنانين الصاعدين في دولة الإمارات العربية المتحدة.
ركّز المهرجان بدايةً على الفنون المرئية فقط وعلى مدار الأعوام أصبح يسلّط الضوء على جميع أنواع الفنون ومن ضمنها الأفلام والموسيقى والجلسات النقاشية والورش. يقام مهرجان سكة في حي الفهيدي التاريخي في البستكية.

## المعارض
حتى تاريخه، أقيم مهرجان سكة للفنون والتصميم 12 نسخة، حيث انطلقت النسخة الأولى في عام 2011، وأقيمت النسخة الثانية عشرة في فبراير 2024 في حي الشندغة التاريخي.

### 2011
وكان من ال14 من مارس إلى ل21 من مارس.

### 2012
في نسخته الثانية، اختار مهرجان سكّة للفنون والتصميم عدداً من الفنانين والفنانات لتقديم مشاريع فنّية تراوحت ما بين التصوير الفوتوغرافي ومنشآت الوسائط والمختلطة. ومن ضمن هؤلاء الفنانين الذين تم اختيارهم هُم:
- الفنانة، ابتسام عبد العزيز
- الناشر، رامي فاروق
- المهندس المعماري، خالد النجار
- مدير المهرجان ومعرض آرت دبي، أنطونيا كارفر
- مدير المشاريع والفعاليات، هيئة دبي للثقافة والفنون، سالم بليوحة

### 2013
معرض عام 2013، وكان من ال14 إلى ال24 من مارس

### 2014
معرض عام 2014، بتنسيق مشترك بين الشيخة وفاء حاشر آل مكتوم وهي مديرة ومؤسسة "إف إن" للتصميم والمهندس المعماري الياباني كايوكو ليمورا وبمساعدة يوساكا إمامورا. وبداية كان المعرض بين ال14 وال24 من مارس ومُدد لاحقا حتى ال14 من إبريل

### 2015
نسّق جلال لقمان النسخة الخامسة من مهرجان سكّة للفنون والتصميم من 14-24 مارس 2015 وضم مجموعة من الفنانين الإماراتيين والمقيمين في دولة الإمارات، بالإضافة إلى ثلاث مجموعات فنية ومبادرتين فنيتين. ومن الفنانين الذين استضافهم المهرجان:
- مطار بن لاحج
- عبد القادر الريس
- نجاة مكي

ومثّلت النسخة الخامسة من المهرجان البداية الرسمية للموسم الفنّي الثاني في دبي المبادرة الفنية الشاملة التي تطلقها هيئة دبي للثقافة، والتي تشمل أيضًا معرض آرت دبي وأيام التصميم دبي، إلى جانب فعاليات أخرى.

### 2022
معرض عام 2022، والذي سلّط الضوء على الهوية البصرية والتي كانت متمثلة بـ«سدرة الفهيدي» والتي ترمز إلى مجتمع سكة من الفنانين الذين كان المهرجان بمثابة نقطة انطلاق للكثيرين منهم على مدار دوراته المتتالية. عُقد المهرجان على مدار عشرة أيام من 15 حتى 25 مارس 2022.

### 2023
استقطب معرض عام 2023 أكثر من 120 ألف زائر، تابعوا إبداعات أكثر من 200 فنان ومبدع زينوا بإنتاجاتهم الفنية غرف وجدران بيوت حي الفهيدي التاريخي، وتفاعلوا مع العشرات من ورش العمل والجلسات الحوارية والعروض الترفيهية والموسيقية التي شهدتها نسخة المهرجان لهذا العام.

### 2024
شهد معرض عام 2024 إطلاق 10 أعمال فنية تركيبية خارجية في أروقة حي الشندغة التاريخي وعرض 8 جداريات متنوعة، بالإضافة إلى أكثر من 100 عمل فني موزعة على 14 بيتاً في أنحاء المهرجان، يقدم كلٌ منها أنواعاً مختلفة من الفنون، وأعمالاً تركيبية وأخرى رقمية، ومنحوتات ومساحات تفاعلية متنوعة. إلى ذلك، قدّم المهرجان أكثر من 200 ورشة عمل وجلسة حوارية ونقاشية.

### 2025
معرض عام 2025؛ عُقد من 31 يناير حتى 9 فبراير في حي الشندغة التاريخي ضمن استراتيجية "جودة الحياة في دبي". شهد المهرجان عرض أكثر من 350 عملاً فنياً وتركيباً تمثّل أعمال نخبة من الفنانين والناشئة من الإماراتيين والمقيمين في دولة الإمارات ودول الخليج.

## مهرجان "سكة" للفنون والتصميم 2023
حقق مهرجان "سكة" للفنون والتصميم  في دورته الحادية عشرة، والتي تم إقامتها من 24 فبراير وحتى 5 مارس، إنجازات جديدة وأرقاماً قياسية حيث وصل عدد الزوار إلى أكثر من 120 ألف زائر، بمشاركة أكثر من 200 فنان ومبدع زينوا بإبداعاتهم الفنية جدران بيوت حي الفهيدي التاريخي،بالإضافة إلى الورش والجلسات الحوارية والعروض الترفيهية والموسيقية التي أغنت المهرجان
من أهم نشاطات المهرجان:
- تم عرض أكثر من 500 عمل فني توزعت على 6 ساحات، و14 بيتاً من أبرزها: "بيت سكة"، و"بيت التلي"، و"بيت الخزف"، و"بيت التصوير".
- تم إنجاز 9 أعمال فنية تركيبية خارجية تكرس "الفن في الأماكن العامة"، ما ساهم في جعل دبي متحفاً فنياً مفتوحاً أمام الجمهور.
- عرض "سكة" أيضاً 6 جداريات ضخمة استلهمت أفكارها من روح دبي وعراقة تراثها وتقاليدها.
- نظم "مركز الجليلة لثقافة الطفل" في "بيت الخزف"معرضاً لروائع السيراميك والصلصال ضم مجموعة منحوتات خزفية متنوعة.
- أطلق المهرجان مبادرة "سكة تتحدث" وتضمنت 14 جلسة حوارية متنوعة، شارك في تقديمها نخبة من الفنانين والخبراء الذين سلطوا الضوء على المشهد الثقافي المحلي والعالمي.
- قدم برنامج "سكة" ورش تفاعلية، إذ ضم أكثر من 136 ورشة للكبار حضرها 600 زائراً.
- ضم برنامج "ليتل سكة" 100 ورشة بمشاركة 1500 طفل. أُقيم البرنامج برعاية"مركز الجليلة لثقافة الطفل" وبإشراف مجموعة من الخبراء والمختصين في قطاع الفنون والحرف اليدوية.
- شهد المهرجان مشاركة من 13 مستأجراً اتخذوا من بيوت الحي التاريخي معارض لإبداعات الفنانين من دولة الإمارات وشتى أنحاء العالم.
- تم تقديم تشكيلة واسعة من العروض الموسيقية والترفيهية والأمسيات السينمائية والشعرية.

## مهرجان "سكة" للفنون والتصميم 2024
تحت شعار "الفن ينطلق من سكة جديدة"، انطلق مهرجان "سكة" للفنون والتصميم من قلب حي الشندغة التاريخي في الفترة بين 23 فبراير وحتى 3 مارس 2024. وافتتحت المعرض سمو الشيخة لطيفة بنت محمد بن راشد آل مكتوم، رئيسة هيئة الثقافة والفنون في دبي، عضو مجلس دبي، حيث التقت بعدد من الفنانين الإماراتيين والخليجيين وغيرهم من المقيمين في الدولة.
من أبرز ما جاء في هذه النسخة:
- ركز المهرجان على تعزيز مسيرة دبي في دعم منظومة الفن والإبداع والابتكار إضافة إلى تعزيز قوة الصناعات الثقافية والإبداعية وتهيئة بيئة مستدامة للمبدعين والفنانين وهو ما يندرج تحت رؤية دبي الثقافية لترسيخ مكانة الإمارة كمركز عالمي للثقافة وحاضنة للإبداع.
- شارك في المهرجان لعام 2024 أكثر من 500 فنان ومبدع من دولة الإمارات ومنطقة الخليج والعالم العربي. وتم عرض أكثر من 100 عمل فني موزع على 14 بيتاً وفي أنحاء المهرجان ومن أبرز البيوت: "البيت الخليجي الرقمي"، "بيت أرشَفة الحاضر" و"بيت الخزف" و"بيت جمعية الإمارات للفنون التشكيلية" وغيرها.
- فتح متحف "الشندغة"، أكبر متحف تراثي في الإمارات،  أبواب أجنحته لزوار المهرجان. واستكشف جمهور "سكة" تاريخ دبي وحاضرها من خلال زيارة 15 جناحاً متنوعاً وهم:  "بيت الأطفال"، "خور دبي: نشأة مدينة"، "بيت الحِرف التقليدية"، "الزينة والجمال"، "بيت العطور"، "الطب الشعبي"، "بيت الشعر"، "دار آل مكتوم"، "المجوهرات التقليدية"، "الإيمان والحياة"، "دبي المعاصرة"، "المجتمع والبيئة"، "الحياة البحرية"، "المأكولات الشعبية"، و"ساروق الحديد".
- شجع المهرجان الفنانين على نشر رسالة الفن المسؤول بيئياً إذ اعتمد العديد من الفنانين على استخدام مواد صديقة للبيئة ومعاد تدويرها في أعمالهم.
- شهد المهرجان إطلاق 10 أعمال فنية تركيبية خارجية في أروقة حي الشندغة وعرض 8 جداريات متنوعة وهو ما تواءم مع استراتيجية "الفن في الأماكن العامة"، حركة تقودها "دبي للثقافة" لتعزيز الثقافة البصرية.
- ومن أبرز الأعمال الفنية: تركيبة "الجمل" للفنانة سارة الخيّال، مصممات "ونث يرد استوديو" المستوحى من "المندوس"، أعمال "الواقع" للمهندسين محمد الحمادي ومصعب الحمادي وأحمد العطار وعمر الحمادي، تركيبة "نحن والقمر جيران" للفنانة سارة خربتلي والمزيد غيرهم.[16]
- شملت أجندة المهرجان حوالي 250 جلسة حوارية ونقاشية وورش ومبادرات وكان من أبرزها، عروض الأداء والفن التشكيلي وتجارب متنوعة مستوحاة من فن الطهي والهندسة المعمارية والذكاء الاصطناعي والتصميم الرقمي والتكنولوجيا والاستدامة.[17]